# Danh sách bài hát chủ đề Pokémon
Đây là danh sách bài hát chủ đề Pokémon bao gồm các bài hát và thông tin phát hành chủ yếu về các bài hát chủ đề mở đầu và kết thúc trong loạt Anime ở Nhật Bản, Mỹ và Việt Nam của Loạt phim hoạt hình Pokémon thuộc thương hiệu Pokémon. Danh sách chi tiết ở bên dưới.

## Pocket Monsters (Phiên bản Nhật)

### Bài hát mở đầu

#### Pocket Monsters: The Original Series
| STT | Tên Tiếng Nhật              | Rōmaji                     | Dịch nghĩa Tiếng Anh            | Trình bày      | Tập sử dụng   |
| --- | --------------------------- | -------------------------- | ------------------------------- | -------------- | ------------- |
| 1   | めざせポケモンマスター      | Mezase Pokémon Masutā      | Aim to Be a Pokémon Master      | Matsumoto Rika | EP001 – EP082 |
| 2   | ライバル!                   | Raibaru!                   | Rival                           | Matsumoto Rika | EP083 – EP118 |
| 3   | OK!                         | OK!                        | OK!                             | Matsumoto Rika | EP119 – EP193 |
| 4   | めざせポケモンマスター 2001 | Mezase Pokémon Masutā 2001 | Aim to Be a Pokémon Master 2001 | Whiteberry     | EP194 – EP240 |
| 5   | Ready Go!                   | Ready Go!                  | Ready Go!                       | Naomi Tamura   | EP241 – EP276 |

#### Pocket Monsters: Advanced Generation series
| STT | Tên Tiếng Nhật                   | Rōmaji                     | Dịch nghĩa Tiếng Anh     | Trình bày                        | Tập sử dụng   |
| --- | -------------------------------- | -------------------------- | ------------------------ | -------------------------------- | ------------- |
| 1   | アドバンス・アドベンチャー       | Adobansu Adobenchā         | Advance Adventure        | GARDEN                           | AG001 – AG069 |
| 2   | チャレンジャー!!                 | Charenjā!!                 | Challenger!!             | Matsumoto Rika                   | AG070 – AG104 |
| 3   | ポケモン シンフォニック メドレー | Pokémon Shinfonikku Medorē | Pokémon Symphonic Medley | Hirokazu Tanaka và Kazumi Mitome | AG105 – AG134 |
| 4   | バトルフロンティア               | Batoru Furontia            | Battle Frontier          | Akina Takaya                     | AG135 – AG165 |
| 5   | スパート!                        | Supāto!                    | Spurt!                   | Matsumoto Rika (Satoshi)         | AG166 – AG192 |

#### Pocket Monsters: Diamond & Pearl series
| STT | Tên Tiếng Nhật                       | Rōmaji                           | Dịch nghĩa Tiếng Anh                    | Trình bày                                              | Tập sử dụng   |
| --- | ------------------------------------ | -------------------------------- | --------------------------------------- | ------------------------------------------------------ | ------------- |
| 1   | Together                             | Together                         | Together                                | Fumie Akiyoshi                                         | DP002 – DP078 |
| 1   | Together 2008                        | Together 2008                    | Together 2008                           | Fumie Akiyoshi                                         | DP079 – DP095 |
| 2   | ハイタッチ!                          | Hai Tatchi!                      | High Touch!                             | Matsumoto Rika (Satoshi) và Megumi Toyoguchi (Hiikari) | DP096 – DP133 |
| 2   | ハイタッチ! 2009                     | Hai Tatchi! 2009                 | High Touch! 2009                        | Matsumoto Rika (Satoshi) và Megumi Toyoguchi (Hiikari) | DP134 – DP157 |
| 3   | サイコー・エブリデイ!                | Saikō – Eburidei!                | The Greatest – Everyday!                | Fumie Akiyoshi                                         | DP158 – DP182 |
| 3   | サイコー・エブリデイ! (BAND VERSION) | Saikō – Eburidei! (BAND VERSION) | The Greatest – Everyday! (Band Version) | Fumie Akiyoshi và Ban nhạc The Greatest-Band           | DP183 – DP191 |

#### Pocket Monsters: Best Wishes series
| STT | Tên Tiếng Nhật         | Rōmaji                   | Dịch nghĩa Tiếng Anh | Trình bày      | Tập sử dụng   |
| --- | ---------------------- | ------------------------ | -------------------- | -------------- | ------------- |
| 1   | ベストウイッシュ！     | Besuto Uisshu!           | Best Wishes!         | Matsumoto Rika | BW001 – BW084 |
| 2   | やじるしになって！     | Yajirushi ni Natte!      | Be an Arrow!         | Matsumoto Rika | BW085 – BW108 |
| 2   | やじるしになって！2013 | Yajirushi ni Natte! 2013 | Be an Arrow! 2013    | Matsumoto Rika | BW109 – BW122 |
| 3   | 夏めく坂道             | Natsumeku Sakamichi      | Summerly Slope       | Daisuke        | BW123 – BW142 |

#### Pocket Monsters: XY series
| STT | Tên Tiếng Nhật        | Rōmaji               | Dịch nghĩa Tiếng Anh | Trình bày                | Tập sử dụng   |
| --- | --------------------- | -------------------- | -------------------- | ------------------------ | ------------- |
| 1   | Ｖ（ボルト）          | V (Boruto)           | V (Volt)             | Yūsuke                   | XY001 – XY028 |
| 1   | メガＶ （メガボルト） | Mega V (Mega Boruto) | Mega V (Mega Volt)   | Yūsuke                   | XY029 – XY054 |
| 2   | ゲッタバンバン        | Getta Banban         | Mad-Paced Getter     | Tomohisa Sako            | XY055 – XY093 |
| 3   | XY&Z                  | Ikuze                | XY&Z                 | Matsumoto Rika (Satoshi) | XY094 – XY140 |

#### Pocket Monsters: Sun & Moon series
| STT | Tên Tiếng Nhật              | Rōmaji                     | Dịch nghĩa Tiếng Anh                               | Trình bày                                        | Tập sử dụng                 |
| --- | --------------------------- | -------------------------- | -------------------------------------------------- | ------------------------------------------------ | --------------------------- |
| 1   | アローラ!!                  | Arōra!!                    | Alola!!                                            | Matsumoto Rika (Satoshi) và Ōtani Ikue (Pikachu) | SM001 – SM029 SM044 – SM060 |
| 2   | めざせポケモンマスター 2017 | Mezase Pokémon Masutā 2017 | Aim to Be a Pokémon Master 2017 (20th Anniversary) | Matsumoto Rika                                   | SM030 – SM043               |
| 3   | 未来コネクション            | Mirai Konekushon           | Future Connection                                  | ЯeaL                                             | SM061 – SM090               |
| 4   | キミの冒険                  | Kimi no Bōken              | Your Adventure                                     | Okazaki Taiiku                                   | SM091 – 146                 |

#### Pocket Monsters: Journeys Series
| STT                                                            | Tên Tiếng Nhật                           | Rōmaji                                  | Dịch nghĩa Tiếng Anh                          | Trình bày      | Tập sử dụng   |
| -------------------------------------------------------------- | ---------------------------------------- | --------------------------------------- | --------------------------------------------- | -------------- | ------------- |
| 1                                                              | １・２・３                               | Wan, Tsū, Surī                          | One, Two, Three                               | After The Rain | JN001 – JN031 |
| Golden Bomber (Nishikawa-kun và Kirisho)                       | JN032 - JN049                            |                                         |                                               |                |               |
| Karrage Shimai (Ikuta Erika và Matsumura Sayuri từ Nogizaka46) | JN049 - JN099                            |                                         |                                               |                |               |
| Matsumoto Rika (Satoshi) và Yamashita Daiki (Go)               | JN100 - JN135                            |                                         |                                               |                |               |
| 2                                                              | めざせポケモンマスター -with my friends- | Mezase Pokémon Masutā -with my friends- | Aim to be a Pokémon Master - with my friends- | Matsumoto Rika | JN137 - JN147 |

#### Pocket Monsters: Horizons Series
| # | Tên Tiếng Nhật     | Rōmaji          | Dịch nghĩa Tiếng Anh | Trình bày                         | Tập sử dụng   |
| - | ------------------ | --------------- | -------------------- | --------------------------------- | ------------- |
| 1 | ドキメキダイアリー | Dokimeki Daiarī | Heart-Pounding Diary | asmi feat. Chinozo                | HZ002 - HZ025 |
| 2 | ハロ               | Haro            | Hello                | Yama và BotchiBoromaru            | HZ026 - HZ045 |
| 3 | Will               | Will            | Will                 | IVE                               | HZ046 - HZ067 |
| 4 | Only One Story     | Only One Story  | Only One Story       | ZEROBASEONE                       | HZ068 - HZ089 |
| 5 | GET BACK           | GET BACK        | GET BACK             | Yūjin Kitagawa, TeddyLord và Yuzu | HZ090 - nay   |

### Bài hát kết thúc

#### Pocket Monsters: The Original Series
| STT | Tên Tiếng Nhật                               | Rōmaji                                            | Dịch nghĩa Tiếng Anh                                                   | Trình bày                                                            | Tập sử dụng                 |
| --- | -------------------------------------------- | ------------------------------------------------- | ---------------------------------------------------------------------- | -------------------------------------------------------------------- | --------------------------- |
| 1   | ひゃくごじゅういち                           | Hyakugojūichi                                     | 151                                                                    | Unshou Ishizuka (Giáo Sư Okido) và Pokémon Kids                      | EP001 – EP027               |
| 2   | ニャースのうた                               | Nyāsu no Uta                                      | Meowth's Song                                                          | Inuko Inuyama (Nyath)                                                | EP028 – EP037 EP065 – EP068 |
| 3   | ポケットにファンタジー                       | Poketto ni Fantajī                                | Pocket Fantasy                                                         | Sachi & Juri                                                         | EP038 – EP053               |
| 4   | ポケモン音頭                                 | Pokémon Ondo                                      | Pokémon March                                                          | Sachiko Kobayashi                                                    | EP054 – EP064 EP104         |
| 5   | タイプ: ワイルド                             | Taipu: Wairudo                                    | Type: Wild                                                             | Matsumoto Rika                                                       | EP069 – EP103               |
| 6   | ラプラスにのって                             | Rapurasu ni Notte                                 | Riding on Laplace                                                      | Mayumi Iizuka (Kasumi) và Rikako Aikawa (Lapras)                     | EP105 – EP116               |
| 7   | ニャースのパーティ                           | Nyāsu no Pāti                                     | Meowth's Party                                                         | Team Rocket (Inuko Inuyama, Megumi Hayashibara, và Shinichiro Miki)  | EP117 – EP141               |
| 8   | ポケモンはらはらリレー                       | Pokémon Hara Hara Rirē                            | Pokémon Exciting Exciting Relay                                        | Rikako Aikawa và Korasu                                              | EP142 – EP151 EP163 – EP172 |
| 8   | ポケモンはらはらはらはら²リレー (むずかし版) | Pokémon Hara Hara Hara Hara² Rirē (Muzukashi Ban) | Pokémon Exciting Exciting Exciting Exciting² Relay (Difficult version) | Rikako Aikawa và Korasu                                              | EP152 – EP156               |
| 9   | タケシのパラダイス                           | Takeshi no Paradaisu                              | Takeshi's Paradise                                                     | Yūji Ueda (Takeshi)                                                  | EP157 – EP162               |
| 10  | ぼくのベストフレンドへ                       | Boku no Besuto Furendo e                          | To My Best Friend                                                      | Iawasaki Hiromi                                                      | EP173 – EP191               |
| 11  | 前向きロケット団!                            | Maemuki Roketto-dan!                              | Face Forward Team Rocket!                                              | Đội Hỏa Tiễn (Inuko Inuyama, Megumi Hayashibara, và Shinichiro Miki) | EP192 – EP238               |
| 12  | ポケッターリ・モンスターリ                   | Pokettāri – Monsutāri                             | Pocket-ering Monster-ing                                               | KANA                                                                 | EP239 – EP275               |

#### Pocket Monsters: Advanced Generation series
| STT | Tên Tiếng Nhật                   | Rōmaji                             | Dịch nghĩa Tiếng Anh           | Trình bày                                   | Tập sử dụng                 |
| --- | -------------------------------- | ---------------------------------- | ------------------------------ | ------------------------------------------- | --------------------------- |
| 1   | そこに空があるから               | Soko ni Sora ga Aru Kara           | Because the Sky is There       | Toshiko Ezaki                               | AG001 – AG018 AG045 – AG051 |
| 2   | ポルカ・オ・ドルカ               | Poruka O Doruka                    | Polka O Dolka                  | Inuko Inuyama (Nyath) và Norusoru Gasshōdan | AG019 – AG044               |
| 3   | スマイル                         | Sumairu                            | Smile                          | Toshiko Ezaki                               | AG052 – AG082 AG092 – AG098 |
| 4   | いっぱいサマー!!                 | Ippai Samā!                        | Full of Summer!!               | Naomi Onmura và the Himawari Choir          | AG083 – AG091               |
| 5   | GLORY DAY ～輝くその日～         | GLORY DAY ~Kagayaku Sono Hi~       | GLORY DAY ~That Shining Day~   | GARDEN                                      | AG099 – AG133 AG150 – AG171 |
| 6   | ポケモンかぞえうた               | Pokémon Kazoeuta                   | Pokémon Counting Song          | Shougo Toda                                 | AG134 – AG149               |
| 7   | 私、負けない! ～ハルカのテーマ～ | Watashi, Makenai! ~Haruka no Tēma~ | I Won't Lose! ~Haruka's Theme~ | KAORI (Haruka)                              | AG172 – AG191               |

#### Pocket Monsters: Diamond & Pearl series
| STT | Tên Tiếng Nhật                               | Rōmaji                                            | Dịch nghĩa Tiếng Anh                           | Trình bày                | Tập sử dụng                 |
| --- | -------------------------------------------- | ------------------------------------------------- | ---------------------------------------------- | ------------------------ | --------------------------- |
| 1   | 君のそばで～ヒカリのテーマ～                 | Kimi no Soba de ~Hikari no Tēma~                  | By Your Side ~Hikari's Theme~                  | Grin                     | DP001 – DP024               |
| 2   | 君のそばで～ヒカリのテーマ～(PopUp.Version)  | Kimi no Soba de ~Hikari no Tēma~ (PopUp.Version)  | By Your Side ~Hikari's Theme~ (PopUp.Version)  | Grin                     | DP025 – DP050               |
| 3   | 君のそばで～ヒカリのテーマ～(Winter Version) | Kimi no Soba de ~Hikari no Tēma~ (Winter Version) | By Your Side ~Hikari's Theme~ (Winter Version) | Grin                     | DP051 – DP061               |
| 4   | 風のメッセージ                               | Kaze no Messēji                                   | Message of the Wind                            | Mai Mizuhashi            | DP062 – DP072 DP084 – DP095 |
| 5   | 風のメッセージ (PokaPoka-Version)            | Kaze no Messēji (PokaPoka-Version)                | Message of the Wind (PokaPoka-Version)         | Mai Mizuhashi            | DP073 – DP083               |
| 6   | あしたはきっと                               | Ashita wa Kitto                                   | Surely Tomorrow                                | Kanako                   | DP096 – DP120               |
| 7   | もえよギザみみピチュー!                      | Moe yo Giza Mimi Pichū!                           | Get Fired Up, Spiky-eared Pichu!               | Shoko Nakagawa           | DP121 – DP145               |
| 8   | ドッチ～ニョ?                                | Dotchi~nyo?                                       | Which One ~ Is It?                             | MooMoo Milk và Araki-san | DP146 – DP182               |
| 9   | 君の胸にLALALA                               | Kimi no Mune ni LALALA                            | In Your Heart, LaLaLa                          | MADOKA                   | DP183 – DP191               |

#### Pocket Monsters: Best Wishes series
| STT | Tên Tiếng Nhật           | Rōmaji                | Dịch nghĩa Tiếng Anh             | Trình bày              | Tập sử dụng   |
| --- | ------------------------ | --------------------- | -------------------------------- | ---------------------- | ------------- |
| 1   | 心のファンファーレ       | Kokoro no Fanfāre     | Fanfare of the Heart             | Aki Okui               | BW003 – BW025 |
| 2   | ポケモン言えるかな？ＢＷ | Pokémon ieru kana? BW | Can You Name All the Pokémon? BW | Takeshi Tsuruno        | BW026 – BW060 |
| 3   | 七色アーチ               | Nanairo Āchi          | Seven-colored Arch               | Pokémon BW Choral Gang | BW061 – BW078 |
| 4   | みてみて☆こっちっち      | Mite Mite ☆Kotchitchi | Look Look☆Here                   | Momoiro Clover Z       | BW079 – BW108 |
| 5   | サクラ・ゴーラウンド     | Sakura Gō Raundo      | Sakura Go-Round                  | Shiritsu Ebisu Chūgaku | BW109 – BW122 |
| 6   | 手をつなごう             | Te o Tsunagō          | Let's Join Hands                 | Shiritsu Ebisu Chūgaku | BW123 – BW142 |

#### Pocket Monsters: XY series
| STT | Tên Tiếng Nhật         | Rōmaji              | Dịch nghĩa Tiếng Anh    | Trình bày                                                                                         | Tập sử dụng                                                           |
| --- | ---------------------- | ------------------- | ----------------------- | ------------------------------------------------------------------------------------------------- | --------------------------------------------------------------------- |
| 1   | Ｘ海峡Ｙ景色           | X Kaikyō Y Keshiki  | X Strait Y Scenery      | J☆Dee’Z                                                                                           | XY001 – XY028                                                         |
| 2   | ピースマイル           | Pīsumairu!          | Peace Smile!            | J☆Dee’Z                                                                                           | XY029 – XY046                                                         |
| 3   | ドリドリ               | Doridori            | DreamDream              | Shōko Nakagawa                                                                                    | XY047 – XY067 XY113 XY138                                             |
| 4   | ガオガオ・オールスター | Gaogao Ōrusutā      | Roaring All-Stars       | Little Glee Monster                                                                               | XY068 – XY092                                                         |
| 5   | プニちゃんのうた       | Puni-chan no Uta    | Puni-chan's Song        | Mariya Ise (Yurika)                                                                               | XY093 – XY106 XY108 – XY112 XY114 – XY123 XY125 – XY128 XY132 – XY134 |
| 6   | ロケット団団歌         | Roketto-dan dan Uta | Team Rocket's Team Song | Megumi Hayashibara (Musashi), Shinichiro Miki (Kojiro), Inuko Inuyama (Nyath), Yuji Ueda (Sonans) | XY107                                                                 |
| 7   | キラキラ               | Kirakira            | Brilliantly             | Yūki Kaji (Shitoron)                                                                              | XY124 XY137                                                           |
| 8   | ピカチュウのうた       | Pikachū no Uta      | Pikachu's Song          | Ikue Ōtani (Pikachu)                                                                              | XY129 – XY131                                                         |
| 9   | ニャースのバラード     | Nyarth no Barādo    | Meowth's Ballad         | Inuko Inuyama (Nyath)                                                                             | XY135 – XY136 XY139                                                   |

#### Pocket Monsters: Sun & Moon series
| STT | Tên Tiếng Nhật             | Rōmaji              | Dịch nghĩa Tiếng Anh  | Trình bày                                     | Tập sử dụng   |
| --- | -------------------------- | ------------------- | --------------------- | --------------------------------------------- | ------------- |
| 1   | ポーズ                     | Pōzu                | Pose                  | Okazaki Taiiku                                | SM001 – SM060 |
| 2   | ジャリボーイ・ジャリガール | Jari-boy, Jari-girl | Twerp, Twerpette      | Okazaki Taiiku                                | SM061 – SM103 |
| 3   | 心のノート                 | Kokoro no Nōto      | Notebook of the Heart | Hino City Nanaomidori Elementary School Choir | SM104 – SM128 |
| 4   | タイプ: ワイルド           | Taipu: Wairudo      | Type: Wild            | Shōko Nakagawa                                | SM129 – SM146 |

#### Pocket Monsters: Journeys Series
| # | Tên Tiếng Nhật     | Rōmaji               | Dịch nghĩa Tiếng Anh        | Trình bày                                                                | Tập sử dụng                     |
| - | ------------------ | -------------------- | --------------------------- | ------------------------------------------------------------------------ | ------------------------------- |
| 1 | ポケモンしりとり   | Pokémon Shiritori    | Pokémon Shiritori           | Pokémon Music Club (Junichi Masuda/Pasocom Music Club/Pokémon Kids 2019) | JN002 - JN070                   |
| 2 | バツグンタイプ     | Batsugun Taipu       |                             | Supereffective Type                                                      | JN071 – JN135                   |
| 3 | １・２・３         | Wan, Tsū, Surī       | One, Two, Three             | Matsumoto Rika (Satoshi) và Yamashita Daiki (Go)                         | JN136                           |
| 4 | ひゃくごじゅういち | Hyakugojūichi        | 151                         | Unshou Ishizuka (Giáo Sư Okido) và Pokémon Kids                          | JN137 JN138 JN140 - JN144 JN146 |
| 5 | タケシのパラダイス | Takeshi no Paradaisu | Takeshi's Paradise          | Yūji Ueda                                                                | JN139                           |
| 6 | 前向きロケット団！ | Laplace ni Notte     | Riding on Lapras            | Mayumi Iizuka và Rikako Aikawa                                           | JN143                           |
| 7 | ラプラスにのって   | Maemuki Roketto-dan! | Facing Forward Team Rocket! | Team Rocket (Inuko Inuyama, Megumi Hayashibara, và Shinichiro Miki)      | JN145                           |
| 8 | タイプ: ワイルド   | Taipu: Wairudo       | Type: Wild                  | Matsumoto Rika                                                           | JN147                           |

#### Pocket Monsters: Horizons Series
| #                                  | Tên Tiếng Nhật                           | Rōmaji                          | Dịch nghĩa Tiếng Anh         | Trình bày | Tập sử dụng   |
| ---------------------------------- | ---------------------------------------- | ------------------------------- | ---------------------------- | --- | ------------- |
| 1                                  | ＲＶＲ〜ライジングボルテッカーズラップ〜 | RVR~Raijingu Boritekkāzu Rappu~ | RVR~Rising Voltacklers' Rap~ | Liko (CV: Minori Suzuki) & Roy (CV: Yuka Terasaki) & Friede (CV: Taku Yashiro) & Orla (CV: Ayane Sakura) & Murdock (CV: Kenta Miyake | HZ003 - HZ045 |
| 2                                  | Let me battle                            | Let me battle                   | Let me battle                | 9Lana | HZ046 - HZ056 |
| 9Lana & Tug & Wakabayashi & Myomyo | HZ057 HZ060 HZ063 HZ066                  |                                 |                              | |               |
| 9Lana & Muto                       | HZ058 HZ061 HZ064                        |                                 |                              | |               |
| 9Lana & KANKAN                     | HZ059 HZ062 HZ065 HZ067                  |                                 |                              | |               |
| 3                                  | ピッカーン！                             | Pikkaan!                        | Sparkle!                     | Rina Matsuda & Hikaru Morita (từ Sakurazaka46)                                                                                       | HZ068 - HZ089 |
| 4                                  | Ready Go                                 | Ready Go                        | Ready Go                     | ME:I | HZ093 - nay   |

### Chủ đề đặc biệt

#### Weekly Pokémon Broadcasting Station
| Tên Tiếng Nhật   | Rōmaji         | Dịch nghĩa Tiếng Anh | Trình bày | Tập sử dụng   |
| ---------------- | -------------- | -------------------- | --------- | ------------- |
| マーチングマーチ | Māchingu Māchi | Marching March       | Halcali   | SP078 – SP091 |

#### Pokémon Sunday
| Tên Tiếng Nhật         | Rōmaji               | Dịch nghĩa Tiếng Anh      | Trình bày                                                           | Tập sử dụng |
| ---------------------- | -------------------- | ------------------------- | ------------------------------------------------------------------- | ----------- |
| 前向きロケット団!      | Maemuki Roketto-dan! | Look Forward Team Rocket! | Team Rocket (Inuko Inuyama, Megumi Hayashibara, và Shinichiro Miki) | S001 – S015 |
| ハロー!サンキュー!     | Harō! Sankyū!        | Hello! Thank You!         | BECKY và Poképark Kids Chorus                                       | S016 – S051 |
| バトルフロンティア     | Batoru Furontia      | Battle Frontier           | Akina Takaya                                                        | S053 – S059 |
| Y E A H!               | Y E A H!             | Y E A H!                  | Hinoi Team                                                          | S061 – S072 |
| スパート!              | Supāto!              | Spurt!                    | Rica Matsumoto (Satoshi)                                            | S074 – S084 |
| ビック・ニャース・デイ | Biggu Nyāsu Dei      | Big Nyarth Day            | Inuko Inuyama (Nyath)                                               | S086 – S100 |

## Pokémon (Tiếng Anh)

### Bài hát mở đầu

#### Pokémon the Series: The Beginning (Kanto)
| STT | Tên           | Trình bày         | Tập sử dụng |
| --- | ------------- | ----------------- | ----------- |
| 1   | Pokémon Theme | Jason Paige       | 0001 – 0080 |
| 2   | Pokémon World | Russell Velázquez | 0081 – 0116 |

#### Pokémon the Series: Gold & Silver (Johto)
| STT | Tên                 | Trình bày    | Tập sử dụng |
| --- | ------------------- | ------------ | ----------- |
| 3   | Pokémon Johto       | PJ Lequerica | 0116 – 0157 |
| 4   | Born to Be a Winner | David Rolfe  | 0158 – 0209 |
| 5   | Believe in Me       | David Rolfe  | 0210 – 0273 |

Lưu ý: Một số tập trong loạt phim gốc không được phát sóng. Xem Pokémon (hoạt hình) § Những tập không được hoặc hoãn phát sóng để biết thêm chi tiết.

#### Pokémon the Series: Ruby & Sapphire (Hoenn)
| STT | Tên               | Trình bày      | Tập sử dụng |
| --- | ----------------- | -------------- | ----------- |
| 1   | I Wanna Be a Hero | David Rolfe    | 0274 – 0313 |
| 2   | This Dream        | David Rolfe    | 0314 – 0365 |
| 3   | Unbeatable        | David Rolfe    | 0366 – 0417 |
| 4   | Battle Frontier   | Jason Appleton | 0418 – 0464 |

#### Pokémon the Series: Diamond & Pearl (Sinnoh)
| STT | Tên                      | Trình bày                 | Tập sử dụng |
| --- | ------------------------ | ------------------------- | ----------- |
| 1   | Diamond and Pearl        | Chris "Breeze" Barczynski | 0465 – 0515 |
| 2   | We Will Be Heroes        | Kirsten Price             | 0516 – 0567 |
| 3   | Battle Cry – (Stand Up!) | Erin Bowman               | 0568 – 0619 |
| 4   | We Will Carry On!        | Adam Elk                  | 0620 – 0653 |

#### Pokémon the Series: Black & White (Isshu/Unova)
| STT | Tên                    | Trình bày                    | Tập sử dụng |
| --- | ---------------------- | ---------------------------- | ----------- |
| 1   | Black and White        | Erin Bowman và Joe Philips   | 0654 – 0701 |
| 2   | Rival Destinies        | Alex Nackman và Kathryn Raio | 0702 – 0750 |
| 3   | It's Always You and Me | Neal Coomer và Kathryn Raio  | 0751 – 0795 |

#### Pokémon the Series: XY (Kalos)
| STT | Tên                        | Trình bày                  | Tập sử dụng |
| --- | -------------------------- | -------------------------- | ----------- |
| 1   | Pokémon Theme (Version XY) | Ben Dixon và The Sad Truth | 0796 – 0843 |
| 2   | Be a Hero                  | Ben Dixon và The Sad Truth | 0844 – 0888 |
| 3   | Stand Tall                 | Ben Dixon và The Sad Truth | 0889 – 0935 |

#### Pokémon the Series: Sun & Moon (Alola)
| STT | Tên                   | Trình bày                        | Tập sử dụng |
| --- | --------------------- | -------------------------------- | ----------- |
| 1   | Under the Alolan Sun  | Jannel Candrice và The Sad Truth | 0936 – 0978 |
| 2   | Under the Alolan Moon | Haven Paschall và Ben Dixon      | 0979 – 1031 |
| 3   | The Challenge of Life | Dani Marcus và The Sad Truth     | 1032 – 1087 |

#### Pokémon Journeys: the Series
| STT | Tên                      | Trình bày                                                  | Tập sử dụng |
| --- | ------------------------ | ---------------------------------------------------------- | ----------- |
| 1   | The Journey Starts Today | Walk off the Earth                                         | 1088 – 1135 |
| 2   | Journey to Your Heart    | Ed Goldfarb và Haven Paschall                              | 1136 – 1177 |
| 3   | With You                 | Echosmith                                                  | 1178 – 1221 |
| 4   | Gotta Catch 'Em All      | Ben Dixon và The Sad Truth, Haven Paschall, Hillary Thomas | 1222 - 1232 |

#### Pokémon Horizons: the Series
| STT | Tên                  | Trình bày                            | Tập sử dụng |
| --- | -------------------- | ------------------------------------ | ----------- |
| 1   | Becoming Me          | Haven Paschall và Ed Goldfarb        | 1233 - 1277 |
| 1   | We Go (English Ver.) | asepa (lời tiếng Anh bởi Sophia Pae) | 1233 - 1277 |
| 2   | My Favourite Pokemon | Haven Paschall và Isaiah Tyrell Boyd | 1278 - nay  |
| 2   | Will (English Ver.)  | IVE                                  | 1278 - nay  |

### Bài hát kết thúc
| STT | Tên                  | Trình bày                            | Tập sử dụng |
| --- | -------------------- | ------------------------------------ | ----------- |
| 1   | Go Pokémon Go! (Rap) | Sam Milby ft. Juan Antonio De la Paz | 0418 – 0464 |

Chú ý: Các bài hát chủ đề mở đầu đã được sử dụng làm nhạc kết thúc cuối trong bản lồng tiếng Anh, khác với Bài hát mở đầu ở chỗ là các đoạn nhạc này rút gọn (bắt đầu từ loạt phần "The Beginning") hoặc không có lời (bắt đầu từ loạt phần "Diamond & Pearl").

### Nhạc khác
| STT | Tên                 | Trình bày | Ghi chú                                     |
| --- | ------------------- | --------- | ------------------------------------------- |
| 1   | Gotta Catch 'Em All | 50.Grind  | Bài hát đạt vị trí 57 trên UK Singles Chart |

## Pokémon (Tiếng Việt)

### Bài hát mở đầu

#### Pokémon Phần XY
| # | Tên bài hát       | Trình bày | Tập    |
| - | ----------------- | --------- | ------ |
| 1 | Tình bạn vĩnh cửu | Cindy V   | 1 - 93 |

Chú ý: Các phần khác đều sử dụng bài hát gốc theo bản tiếng Nhật hoặc bản Tiếng Anh.

### Bài hát kết thúc

#### Pokémon Phần XY
| # | Tên bài hát       | Trình bày | Tập    |
| - | ----------------- | --------- | ------ |
| 1 | Tình bạn vĩnh cửu | Cindy V   | 1 - 93 |

Chú ý: Các phần khác đều sử dụng bài hát gốc theo bản tiếng Nhật hoặc bản Tiếng Anh.

### Bài hát Tình Bạn Vĩnh Cửu
Tình Bạn Vĩnh Cữu (Tiếng Anh: Eternal Friendship) là một bài hát do Lương Bằng Quang sáng tác và soạn nhạc, được trình diễn bởi ca sĩ Cindy V. Bài hát này đã được sử dụng làm nhạc mở đầu và kết thúc trong phần XY của anime Pokémon khi được phát sóng ở Việt Nam.

## Nhạc phim hoạt hình
Có rất nhiều nhạc phim từ anime. Danh sách sau đây chỉ liệt kê một vài trong số đó.

### Pocket Monsters Sound Anime Collection: Music Collection/Famous Scene Collection
Pocket Monsters Sound Anime Collection: Music Collection/Famous Scene Collection (ポケットモンスター サウンドアニメコレクション ― 音楽集・名場面集 Poketto Monsutā Saundo Anime Korekushion Ongaku Shū Meibamen Shū) là nhạc phim được cấp phép từ anime. Nó được phát hành bởi Pikachu Records vào ngày 10 tháng 6 năm 1998, chỉ ở Nhật Bản. Bộ sưu tập này bao gồm các tác phẩm âm nhạc được phối hợp của nhà soạn nhạc Shinji Miyazaki từ bốn trò chơi Pokémon đầu tiên của nhà soạn nhạc Junichi Masuda và các tín hiệu âm nhạc độc quyền được nghe trong suốt loạt phim đầu tiên. Các bản nhạc cụ này được phân loại thành mười sáu chương kèm theo bài hát mở đầu đầu tiên của chương trình "Mezase Pokemon Master" và chủ đề kết thúc thứ hai "Pocket ni Fantasy" (cả hai đều là bản chỉnh sửa cỡ TV). Mỗi bản nhạc cụ được theo sau bởi một lời bình luận ngắn gọn về Pokémon Zukan của Satoshi do diễn viên lồng tiếng Shinichiro Miki lồng tiếng giải thích về mối liên hệ của từng tác phẩm với câu chuyện và tại thời điểm nó chơi. Đi kèm với album là một cuốn sách ảnh cứng (bộ sưu tập cảnh Meibamen Shū (場面 集 nổi tiếng (ấn tượng)?)), Nhãn dán, và một danh mục hàng hóa.

#### Danh sách bài hát
| STT | Nhan đề                                                                     | Phổ nhạc        | Thời lượng |
| --- | --------------------------------------------------------------------------- | --------------- | ---------- |
| 1.  | "Mezase Pokemon Masutā" (めざせポケモンマスター Aim to Be a Pokemon Master) | Hirokazu Tanaka | 2:43       |

| Chapter.1 Pokemon! I Choose You! (ポケモン!君に決めた! Pokemon! Kimi ni Kimeta!) | Chapter.1 Pokemon! I Choose You! (ポケモン!君に決めた! Pokemon! Kimi ni Kimeta!) | Chapter.1 Pokemon! I Choose You! (ポケモン!君に決めた! Pokemon! Kimi ni Kimeta!) | Chapter.1 Pokemon! I Choose You! (ポケモン!君に決めた! Pokemon! Kimi ni Kimeta!) |
| STT                                                                              | Nhan đề                                                                          | Phổ nhạc                                                                         | Thời lượng                                                                       |
| -------------------------------------------------------------------------------- | -------------------------------------------------------------------------------- | -------------------------------------------------------------------------------- | -------------------------------------------------------------------------------- |
| 2.                                                                               | "Pokemon! Kimi ni Kimeta!" (ポケモン!君に決めた！ Pokémon! I Choose You!)        | Junichi Masuda                                                                   | 2:13                                                                             |

| Chapter.2 The Adventure Begins! (冒険が始まる! Bōken ga Hajimaru!) | Chapter.2 The Adventure Begins! (冒険が始まる! Bōken ga Hajimaru!) | Chapter.2 The Adventure Begins! (冒険が始まる! Bōken ga Hajimaru!) | Chapter.2 The Adventure Begins! (冒険が始まる! Bōken ga Hajimaru!) |
| STT                                                                | Nhan đề                                                            | Phổ nhạc                                                           | Thời lượng                                                         |
| ------------------------------------------------------------------ | ------------------------------------------------------------------ | ------------------------------------------------------------------ | ------------------------------------------------------------------ |
| 3.                                                                 | "Tabidachi" (旅立ち Setting Off)                                   | Junichi Masuda                                                     | 1:16                                                               |
| 4.                                                                 | "Jitensha de Gō!" (自転車でゴー！ Go by Bicycle!)                  | Junichi Masuda                                                     | 1:34                                                               |
| 5.                                                                 | "Santo Annu Gō" (サントアンヌ号 The Saint Anne)                    | Junichi Masuda                                                     | 1:12                                                               |

| Chapter.3 Friends (仲間たち Nakamatachi) | Chapter.3 Friends (仲間たち Nakamatachi)                     | Chapter.3 Friends (仲間たち Nakamatachi) | Chapter.3 Friends (仲間たち Nakamatachi) |
| STT                                      | Nhan đề                                                      | Phổ nhạc                                 | Thời lượng                               |
| ---------------------------------------- | ------------------------------------------------------------ | ---------------------------------------- | ---------------------------------------- |
| 6.                                       | "Pikachū Tōjō" (ピカチュウ登場ち Pikachu Appears)            | Shinji Miyazaki                          | 1:31                                     |
| 7.                                       | "Maboroshi no Pokemon" (幻のポケモン The Phantom Pokemon)    | Shinji Miyazaki                          | 1:32                                     |
| 8.                                       | "Pokemon! Getto da ze!" (ポケモン!ゲットだぜ！ Get Pokemon!) | Shinji Miyazaki                          | 1:33                                     |

| Chapter.4 I Love Pokemon! (ポケモン大好き!たち Pokemon Daisuki!) | Chapter.4 I Love Pokemon! (ポケモン大好き!たち Pokemon Daisuki!)                     | Chapter.4 I Love Pokemon! (ポケモン大好き!たち Pokemon Daisuki!) | Chapter.4 I Love Pokemon! (ポケモン大好き!たち Pokemon Daisuki!) |
| STT                                                              | Nhan đề                                                                              | Phổ nhạc                                                         | Thời lượng                                                       |
| ---------------------------------------------------------------- | ------------------------------------------------------------------------------------ | ---------------------------------------------------------------- | ---------------------------------------------------------------- |
| 9.                                                               | "Pokemon Horidē" (ポケモンホリデー Pokemon Holiday)                                  | Junichi Masuda                                                   | 1:23                                                             |
| 10.                                                              | "Osorubeshi Kodakku" (おそるべしコダック Frightened Koduck)                          | Junichi Masuda                                                   | 1:43                                                             |
| 11.                                                              | "Pokemon Rīgu Kōnin Kyappu" (ポケモンリーグ公認キャップ Pokemon League Official Cap) | Shinji Miyazaki                                                  | 1:30                                                             |

| Chapter.5 Puzzle và Mystery (謎と神秘 Nazo to Shinpi) | Chapter.5 Puzzle và Mystery (謎と神秘 Nazo to Shinpi)                             | Chapter.5 Puzzle và Mystery (謎と神秘 Nazo to Shinpi) | Chapter.5 Puzzle và Mystery (謎と神秘 Nazo to Shinpi) |
| STT                                                   | Nhan đề                                                                           | Phổ nhạc                                              | Thời lượng                                            |
| ----------------------------------------------------- | --------------------------------------------------------------------------------- | ----------------------------------------------------- | ----------------------------------------------------- |
| 12.                                                   | "Masaki no Tōdai" (マサキの灯台 Masaki's Lighthouse)                              | Shinji Miyazaki                                       | 1:32                                                  |
| 13.                                                   | "Densetsu" (伝説 Legend)                                                          | Shinji Miyazaki                                       | 1:57                                                  |
| 14.                                                   | "Roketto-dan Bosu no Tēma" (ロケット団ボスのテーマ Theme of the Rocket Gang Boss) | Shinji Miyazaki                                       | 1:32                                                  |

| Chapter.6 Rocket Gang Visit (ロケット団参上! Roketto-dan Sanjō) | Chapter.6 Rocket Gang Visit (ロケット団参上! Roketto-dan Sanjō)                                    | Chapter.6 Rocket Gang Visit (ロケット団参上! Roketto-dan Sanjō) | Chapter.6 Rocket Gang Visit (ロケット団参上! Roketto-dan Sanjō) |
| STT                                                             | Nhan đề                                                                                            | Phổ nhạc                                                        | Thời lượng                                                      |
| --------------------------------------------------------------- | -------------------------------------------------------------------------------------------------- | --------------------------------------------------------------- | --------------------------------------------------------------- |
| 15.                                                             | "Roketto-dan Onmitsu Sakusen" (ロケット団隠密作戦 Rocket Gang's Secret Strategy)                   | Shinji Miyazaki                                                 | 1:56                                                            |
| 16.                                                             | "Roketto-dan Shichihenge" (ロケット団七変化 Rocket Gang's Seven's Apparition)                      | Shinji Miyazaki                                                 | 1:28                                                            |
| 17.                                                             | "Nandakanda to Kikaretara..." (なんだかんだと聞かれたら… When Hearing about Something or Other...) | Shinji Miyazaki                                                 | 1:33                                                            |

| Chapter.7 Danger Zone (危険地帯 Kiken Chitai) | Chapter.7 Danger Zone (危険地帯 Kiken Chitai)           | Chapter.7 Danger Zone (危険地帯 Kiken Chitai) | Chapter.7 Danger Zone (危険地帯 Kiken Chitai) |
| STT                                           | Nhan đề                                                 | Phổ nhạc                                      | Thời lượng                                    |
| --------------------------------------------- | ------------------------------------------------------- | --------------------------------------------- | --------------------------------------------- |
| 18.                                           | "Kyōteki Arawaru" (強敵現わる Strong Adversary Emerges) | Shinji Miyazaki                               | 1:36                                          |
| 19.                                           | "Shūgeki!" (襲撃！ Surprise Attack!)                    | Shinji Miyazaki                               | 1:28                                          |

| Chapter.8 Violent Fight without Limit (激闘果てしなく Gekitō Hateshinaku) | Chapter.8 Violent Fight without Limit (激闘果てしなく Gekitō Hateshinaku) | Chapter.8 Violent Fight without Limit (激闘果てしなく Gekitō Hateshinaku) | Chapter.8 Violent Fight without Limit (激闘果てしなく Gekitō Hateshinaku) |
| STT                                                                       | Nhan đề                                                                   | Phổ nhạc                                                                  | Thời lượng                                                                |
| ------------------------------------------------------------------------- | ------------------------------------------------------------------------- | ------------------------------------------------------------------------- | ------------------------------------------------------------------------- |
| 20.                                                                       | "Nigero ya Nigero!" (逃げろや逃げろ！ Escape, Escape!)                    | Shinji Miyazaki                                                           | 1:30                                                                      |
| 21.                                                                       | "Daikonsen" (大混戦 Big Confused Fight)                                   | Shinji Miyazaki                                                           | 1:36                                                                      |

| Chapter.9 Challenge! Gym Leader Battle (挑戦!ジムリーダー戦 Chōsen! Jimu Rīdā Sen) | Chapter.9 Challenge! Gym Leader Battle (挑戦!ジムリーダー戦 Chōsen! Jimu Rīdā Sen) | Chapter.9 Challenge! Gym Leader Battle (挑戦!ジムリーダー戦 Chōsen! Jimu Rīdā Sen) | Chapter.9 Challenge! Gym Leader Battle (挑戦!ジムリーダー戦 Chōsen! Jimu Rīdā Sen) |
| STT                                                                                | Nhan đề                                                                            | Phổ nhạc                                                                           | Thời lượng                                                                         |
| ---------------------------------------------------------------------------------- | ---------------------------------------------------------------------------------- | ---------------------------------------------------------------------------------- | ---------------------------------------------------------------------------------- |
| 22.                                                                                | "Pokemon Batoru" (ポケモンバトル Pokemon Battle)                                   | Junichi Masuda                                                                     | 1:42                                                                               |
| 23.                                                                                | "Shakunetsu no Batorufīrudo" (灼熱のバトルフィールド The Red-Hot Battlefield)      | Junichi Masuda                                                                     | 2:14                                                                               |
| 24.                                                                                | "Yatta ze!" (やったぜ！ I Did It!)                                                 | Junichi Masuda                                                                     | 2:08                                                                               |

| Chapter.10 The Warrior's Rest (戦士の休息 Senshi no Kyūsoku) | Chapter.10 The Warrior's Rest (戦士の休息 Senshi no Kyūsoku) | Chapter.10 The Warrior's Rest (戦士の休息 Senshi no Kyūsoku) | Chapter.10 The Warrior's Rest (戦士の休息 Senshi no Kyūsoku) |
| STT                                                          | Nhan đề                                                      | Phổ nhạc                                                     | Thời lượng                                                   |
| ------------------------------------------------------------ | ------------------------------------------------------------ | ------------------------------------------------------------ | ------------------------------------------------------------ |
| 25.                                                          | "Tsuki no Ishi" (月の石 Stone of the Moon)                   | Shinji Miyazaki                                              | 1:24                                                         |
| 26.                                                          | "Inori" (祈り Prayer)                                        | Shinji Miyazaki                                              | 1:18                                                         |
| 27.                                                          | "Saikai" (再会 Meet Again)                                   | Shinji Miyazaki                                              | 1:25                                                         |

| Chapter.11 Pokémon Way of Life (ポケモン人生模様 Pokemon Jinsei Moyō) | Chapter.11 Pokémon Way of Life (ポケモン人生模様 Pokemon Jinsei Moyō) | Chapter.11 Pokémon Way of Life (ポケモン人生模様 Pokemon Jinsei Moyō) | Chapter.11 Pokémon Way of Life (ポケモン人生模様 Pokemon Jinsei Moyō) |
| STT                                                                   | Nhan đề                                                               | Phổ nhạc                                                              | Thời lượng                                                            |
| --------------------------------------------------------------------- | --------------------------------------------------------------------- | --------------------------------------------------------------------- | --------------------------------------------------------------------- |
| 28.                                                                   | "Oden" (おでん)                                                       | Shinji Miyazaki                                                       | 1:15                                                                  |
| 29.                                                                   | "Charinko Bōsōzoku" (チャリンコ暴走族 Bicycle Gang)                   | Shinji Miyazaki                                                       | 1:22                                                                  |
| 30.                                                                   | "Tōshi" (闘志 Fighting Spirit)                                        | Shinji Miyazaki                                                       | 1:44                                                                  |

| Chapter.12 The Dazzling Beautiful Girl (眩惑の美女 Genwaku no Bijō) | Chapter.12 The Dazzling Beautiful Girl (眩惑の美女 Genwaku no Bijō) | Chapter.12 The Dazzling Beautiful Girl (眩惑の美女 Genwaku no Bijō) | Chapter.12 The Dazzling Beautiful Girl (眩惑の美女 Genwaku no Bijō) |
| STT                                                                 | Nhan đề                                                             | Phổ nhạc                                                            | Thời lượng                                                          |
| ------------------------------------------------------------------- | ------------------------------------------------------------------- | ------------------------------------------------------------------- | ------------------------------------------------------------------- |
| 31.                                                                 | "Genwaku no Bijō" (眩惑の美女 The Dazzling Beautiful Girl)          | Junichi Masuda                                                      | 1:31                                                                |

| Chapter.13 Ordeal (試練 Shiren) | Chapter.13 Ordeal (試練 Shiren)                                               | Chapter.13 Ordeal (試練 Shiren) | Chapter.13 Ordeal (試練 Shiren) |
| STT                             | Nhan đề                                                                       | Phổ nhạc                        | Thời lượng                      |
| ------------------------------- | ----------------------------------------------------------------------------- | ------------------------------- | ------------------------------- |
| 32.                             | "Shinobiyoru Kage" (しのびよる影 Spying from the Shadows)                     | Shinji Miyazaki                 | 1:28                            |
| 33.                             | "Zettai Zetsumei" (絶対絶命< Desperate Situation)                             | Shinji Miyazaki                 | 1:41                            |
| 34.                             | "Kyōaku Pokemon Shutsugen!" (凶悪ポケモン出現！ Terrible Pokemon Appearance!) | Shinji Miyazaki                 | 1:25                            |

| Chapter.14 Rushing into the Pokemon League! (ポケモンリーグ突入！ Pokemon Rīgu Totsunyū!) | Chapter.14 Rushing into the Pokemon League! (ポケモンリーグ突入！ Pokemon Rīgu Totsunyū!) | Chapter.14 Rushing into the Pokemon League! (ポケモンリーグ突入！ Pokemon Rīgu Totsunyū!) | Chapter.14 Rushing into the Pokemon League! (ポケモンリーグ突入！ Pokemon Rīgu Totsunyū!) |
| STT                                                                                       | Nhan đề                                                                                   | Phổ nhạc                                                                                  | Thời lượng                                                                                |
| ----------------------------------------------------------------------------------------- | ----------------------------------------------------------------------------------------- | ----------------------------------------------------------------------------------------- | ----------------------------------------------------------------------------------------- |
| 35.                                                                                       | "Sōryokusen" (総力戦 All-Out War)                                                         | Shinji Miyazaki                                                                           | 1:51                                                                                      |
| 36.                                                                                       | "Fukutsu no Pokemon" (不屈のポケモン The Invincible Pokemon)                              | Shinji Miyazaki                                                                           | 2:04                                                                                      |
| 37.                                                                                       | "Ikken Rakuchaku" (一件落着 A Settled Matter)                                             | Shinji Miyazaki                                                                           | 1:55                                                                                      |

| Chapter.15 Afterwards, Clear these Tears (涙,のち晴れ Namida, Nochi Hare) | Chapter.15 Afterwards, Clear these Tears (涙,のち晴れ Namida, Nochi Hare) | Chapter.15 Afterwards, Clear these Tears (涙,のち晴れ Namida, Nochi Hare) | Chapter.15 Afterwards, Clear these Tears (涙,のち晴れ Namida, Nochi Hare) |
| STT                                                                       | Nhan đề                                                                   | Phổ nhạc                                                                  | Thời lượng                                                                |
| ------------------------------------------------------------------------- | ------------------------------------------------------------------------- | ------------------------------------------------------------------------- | ------------------------------------------------------------------------- |
| 38.                                                                       | "Namida, Nochi Hare" (涙,のち晴れ Afterwards, Clear these Tears)          |                                                                           | 2:13                                                                      |
| 87.                                                                       | Chưa có tiêu đề                                                           | Shinji Miyazaki                                                           |                                                                           |

| Chapter.16 và the Adventure Continues (そして,冒険は続く Soshite, Bōken wa Tsuzuku) | Chapter.16 và the Adventure Continues (そして,冒険は続く Soshite, Bōken wa Tsuzuku) | Chapter.16 và the Adventure Continues (そして,冒険は続く Soshite, Bōken wa Tsuzuku) | Chapter.16 và the Adventure Continues (そして,冒険は続く Soshite, Bōken wa Tsuzuku) |
| STT                                                                                 | Nhan đề                                                                             | Phổ nhạc                                                                            | Thời lượng                                                                          |
| ----------------------------------------------------------------------------------- | ----------------------------------------------------------------------------------- | ----------------------------------------------------------------------------------- | ----------------------------------------------------------------------------------- |
| 39.                                                                                 | "Deai to Wakare to" (出会いと別れと Meeting và Separating)                          | Shinji Miyazaki                                                                     | 1:30                                                                                |
| 40.                                                                                 | "Shōri no Bajji Getto da ze!" (勝利のバッジゲットだぜ！ Get a Badge of Victory!)    | Shinji Miyazaki                                                                     | 2:02                                                                                |
| 41.                                                                                 | "Tsuzukuttara, Tsuzuku" (続くったら,続く Continue, Continue)                        | Shinji Miyazaki                                                                     | 2:59                                                                                |

| STT | Nhan đề                                                      | Phổ nhạc        | Thời lượng |
| --- | ------------------------------------------------------------ | --------------- | ---------- |
| 42. | "Poketto ni Fantajī" (ポケットにファンタジー Pocket Fantasy) | Hirokazu Tanaka | 1:33       |

### Pokémon World
Pokémon World là một đĩa CD được phát hành tại Hoa Kỳ và Canada vào ngày 8 tháng 2 năm 2000, bởi hãng đĩa Records. Ca khúc đầu tiên là bài hát chủ đề cho Adventures on the Orange Islands, mùa thứ hai của anime. Số danh mục của hãng đĩa Records là 8903.

#### Danh sách bài hát
| STT | Nhan đề                                    | Performed by      | Thời lượng |
| --- | ------------------------------------------ | ----------------- | ---------- |
| 1.  | "Pokémon World"                            | Russell Velázquez | 3:15       |
| 2.  | "Pikachu's Winter Vacation"                | Russell Velázquez | 1:57       |
| 3.  | "Pikachu's Winter Vacation (instrumental)" | Louis Cortelezza  | 1:57       |

### Totally Pokémon
Totally Pokémon là nhạc phim thứ hai được phát hành cho anime. Lần này, nó bao gồm các bài hát từ mùa thứ ba của anime, The Johto Journeys.

#### Danh sách bài hát
| STT | Nhan đề                                    | Thời lượng |
| --- | ------------------------------------------ | ---------- |
| 1.  | "Pokémon Johto"                            | 2:53       |
| 2.  | "Pikachu (I Choose You)"                   | 4:05       |
| 3.  | "All We Wanna Do"                          | 3:59       |
| 4.  | "The Game"                                 | 4:40       |
| 5.  | "He Drives Me Crazy"                       | 3:29       |
| 6.  | "You & Me & Pokémon"                       | 4:06       |
| 7.  | "Biggest Part of My Life"                  | 4:19       |
| 8.  | "Do Ya Really Wanna Play?"                 | 4:09       |
| 9.  | "Song of Jigglypuff"                       | 4:21       |
| 10. | "Two Perfect Girls"                        | 3:37       |
| 11. | "Never Too Far from Home"                  | 3:23       |
| 12. | "Pokérap GS"                               | 4:14       |
| 13. | "Pokémon Johto" (Karaoke Version)          | 2:53       |
| 14. | "Pikachu (I Choose You)" (Karaoke Version) | 4:05       |
| 15. | "All We Wanna Do" (Karaoke Version)        | 3:59       |
| 16. | "You & Me & Pokémon" (Karaoke Version)     | 4:08       |
| 17. | "Song of Jigglypuff" (Karaoke Version)     | 4:21       |
| 18. | "Two Perfect Girls" (Karaoke Version)      | 3:38       |
| 19. | "Pokérap GS" (Karaoke Version)             | 4:11       |

### Pokémon Christmas Bash
Pokémon Christmas Bash là một album CD nhạc phim gồm các bài hát Giáng sinh có chủ đề Pokémon được trình diễn bởi dàn diễn viên anime tiếng Anh 4Kids Entertainment. Nó chỉ được phát hành ở Mỹ và Đức, được gọi là "Pokémon Weihnachts Party".

#### Track list
| STT | Nhan đề                                                      | Thời lượng |
| --- | ------------------------------------------------------------ | ---------- |
| 1.  | "Pokémon Christmas Bash"                                     |            |
| 2.  | "I'm Giving Santa a Pikachu for Christmas"                   |            |
| 3.  | "Winter is the Coolest Time of Year"                         |            |
| 4.  | "Nobody Don't Like Christmas"                                |            |
| 5.  | "I Keep My Home in My Heart"                                 |            |
| 6.  | "The Christmas Song"                                         |            |
| 7.  | "Under the Mistletoe"                                        |            |
| 8.  | "Must Be Santa"                                              |            |
| 9.  | "The Night Before Christmas"                                 |            |
| 10. | "Christmas Medley"                                           |            |
| 11. | "I'm Giving Santa a Pikachu for Christmas" (Karaoke Version) |            |
| 12. | "Christmas Medley"                                           |            |

### Pokémon X: 10 Years of Pokémon
Pokémon X: 10 Years of Pokémon là một album được phát hành cho kỷ niệm lần thứ mười của Pokémon. CD này bao gồm chín bài hát chủ đề Pokémon từ chín mùa đầu tiên, bao gồm một số bài hát từ các album khác. Một bộ lấy mẫu CD đã được phát hành cùng với việc phát hành DVD của Pokémon Ranger và Temple of the Sea độc quyền tại Toys "R" Us. U.S. Target stores cũng đã phát hành một bộ lấy mẫu với bộ phim và bao gồm một bản phối lại độc quyền của Hoenn Pokérap. Cả hai mẫu đều chứa năm bản nhạc được lấy từ Pokémon X.

#### Danh sách nhạc
| STT | Nhan đề                                                                        | Ghi chú                                      | Thời lượng |
| --- | ------------------------------------------------------------------------------ | -------------------------------------------- | ---------- |
| 1.  | "Pokémon Theme (Season Theme)" (với John Siegler/Tamara Loeffler)              | Chủ đề của Indigo League                     |            |
| 2.  | "PokéRap" (với John Siegler/Tamara Loeffler)                                   | Pokémon 1 – 150                              |            |
| 3.  | "Pokémon World (Season Theme)" (với John Loeffler/John Siegler)                | Chủ đề của Adventures on the Orange Islands  |            |
| 4.  | "2.B.A. Master" (với Russell Velázquez/Tamara Loeffler)                        |                                              |            |
| 5.  | "Together Forever" (với Ken Cummings/Tamara Loeffler)                          |                                              |            |
| 6.  | "Double Trouble (Team Rocket)" (với Louis Cortelezzi/Bob Mayo/Tamara Loeffler) |                                              |            |
| 7.  | "Pokémon Johto (Season Theme)" (với John Loeffler/John Siegler)                | Chủ đề của The Johto Journeys                |            |
| 8.  | "Pokérap GS" (với John Loeffler/John Siegler)                                  | Pokémon 152 – 250                            |            |
| 9.  | "Born to Be a Winner (Season Theme)" (với John Loeffler/John Siegler)          | Chủ đề của Johto League Champions            |            |
| 10. | "Believe in Me (Season Theme)" (với David Rolfe/John Siegler)                  | Chủ đề của Master Quest                      |            |
| 11. | "I Wanna Be a Hero (Season Theme)" (với David Rolfe/John Siegler)              | Chủ đề của Pokémon Advanced                  |            |
| 12. | "This Dream (Season Theme)" (với David Rolfe/John Siegler)                     | Chủ đề của Advanced Challenge                |            |
| 13. | "Unbeatable (Season Theme)" (với David Rolfe/John Siegler)                     | Chủ đề của Advanced Battle                   |            |
| 14. | "Battle Frontier (Season Theme)" (với John Loeffler/David Wolfert)             | Chủ đề của Battle Frontier                   |            |
| 15. | "Hoenn Pokérap" (với Andrew Sherman/Ethan Eubanks)                             | Pokémon 151, 251 – 262, 264 – 368, 370 – 386 |            |
| 16. | "Best Friends" (với John Loeffler/David Wolfert)                               |                                              |            |
| 17. | "Stay Together" (với NiNi Camps/Gary Philips)                                  |                                              |            |
| 18. | "Go Pokémon Go" (với Lawrence Neves/Atsushi 'Toya' Tokuya)                     |                                              |            |

#### Pokémon X: Toys "R" Us danh sách nhạc mẫu
| STT | Nhan đề                                                           | Ghi chú                     | Thời lượng |
| --- | ----------------------------------------------------------------- | --------------------------- | ---------- |
| 1.  | "Pokémon Theme (Season Theme)" (với John Siegler/Tamara Loeffler) | Chủ đề của Indigo League    |            |
| 2.  | "PokéRap" (với John Siegler/Tamara Loeffler)                      | Pokémon 1 – 150             |            |
| 3.  | "Together Forever" (với Ken Cummings/Tamara Loeffler)             |                             |            |
| 4.  | "I Wanna Be a Hero (Season Theme)" (với David Rolfe/John Siegler) | Chủ đề của Pokémon Advanced |            |
| 5.  | "Stay Together" (với NiNi Camps/Gary Philips)                     |                             |            |

#### Pokémon X: target danh sách nhạc mẫu
| STT | Nhan đề                                                           | Ghi chú                                      | Thời lượng |
| --- | ----------------------------------------------------------------- | -------------------------------------------- | ---------- |
| 1.  | "Pokémon Theme (Season Theme)" (với John Siegler/Tamara Loeffler) | Chủ đề của Indigo League                     |            |
| 2.  | "PokéRap" (với John Siegler/Tamara Loeffler)                      | Pokémon 1 – 150                              |            |
| 3.  | "Together Forever" (với Ken Cummings/Tamara Loeffler)             |                                              |            |
| 4.  | "I Wanna Be a Hero (Season Theme)" (với David Rolfe/John Siegler) | Chủ đè của Pokémon Advanced                  |            |
| 5.  | "Hoenn Pokérap" (với Andrew Sherman/Ethan Eubanks)                | Pokémon 151, 251 – 262, 264 – 368, 370 – 386 |            |

### Pocket Monsters Original Soundtrack Best 1997–2010
Pocket Monsters Original Soundtrack Best 1997–2010 là một album được phát hành hai tuần trước khi ra mắt Pokémon: Điều ước tốt nhất! Ở Nhật. Nó có tất cả các bài hát được chia thành hai tập.